# Майкл Олізе
Майкл Олізе (фр. Michael Olise; нар. 12 грудня 2001, Лондон) — французький футболіст, півзахисник німецького клубу «Баварія» (Мюнхен) та національної збірної Франції.
Виступав, зокрема, за клуб «Редінг», а також молодіжну збірну Франції.

## Клубна кар'єра
Народився 12 грудня 2001 року в місті Лондон. Вихованець юнацьких команд футбольних клубів «Челсі», «Манчестер Сіті» та «Редінг».

### «Редінг»
У дорослому футболі дебютував 2019 року виступами за команду «Редінг», в якій провів два сезони, взявши участь у 67 матчах чемпіонату. Більшість часу, проведеного у складі «Редінга», був основним гравцем команди.

### «Крістал Пелес»
До складу клубу «Крістал Пелес» приєднався 2021 року підписавши контракт на п'ять років. 11 вересня 2021 року Олізе дебютував за клуб у Прем'єр-лізі в домашньому переможному матчі проти «Тоттенгема» 3–0, замінивши на 86-й хвилині Джордана Аю. 3 жовтня 2021 року Майкл забив свій перший гол за клуб, вийшовши на заміну в другому таймі в матчі проти «Лестер Сіті», завершився внічию 2–2. Таким чином він став наймолодшим бомбардиром «Пелес» у Прем'єр-лізі після Клінтона Моррісона в 1998 році.
Відіграв за лондонський клуб 82 матчі в національному чемпіонаті.

### «Баварія»
7 липня 2024 року уклав п'ятирічний контракт з мюнхенським клубом «Баварія».
16 серпня Майкл дебютував у складі мюнхенців вийшовши на заміну та віддавши результативну передачу на Кінгслі Комана, в переможному матчі Кубка Німеччини 4–0 проти клубу Ульм 1846. 14 вересня він забив свій перший гол у Бундеслізі в переможній грі 6–1 над «Гольштайн Кіль». Через три дні він оформив дубль, на «Альянц Арені» під час дебюту в Лізі чемпіонів УЄФА, перемога над загребським «Динамо» з рахунком 9–2.

## Виступи за збірні
2019 року дебютував у складі юнацької збірної Франції (U-18), загалом на юнацькому рівні взяв участь у 2 іграх.
З 2022 по 2023 роки залучався до складу молодіжної збірної Франції. На молодіжному рівні зіграв у 7 офіційних матчах.
Учасник Олімпійських ігр 2024 у Франції в складі Олімпійськаої збірної Франції. Срібний призер Олімпійських ігр.
29 серпня 2024 року, головний тренер національної збірної Франції Дідьє Дешам вперше викликав Олізе до лав збірної на матчі із збірними Італії та Бельгії в Лізі Націй. 6 вересня 2024, Майкл дебютував проти Італії на «Парк-де-Пренс». Він вийшов в стартовому складі і грав до 58 хвилині, французи поступились у підсумку 1–3.

## Статистика виступів

### Статистика клубних виступів
Станом на 7 грудня 2024
| Команда            | Сезон             | Ліга              | Ліга | Ліга  | Національний кубок | Національний кубок | Кубок ліги | Кубок ліги | Європа | Європа | Усього | Усього |
| Команда            | Сезон             | Дивізіон          | Ігор | Голів | Ігор               | Голів              | Ігор       | Голів      | Ігор   | Голів  | Ігор   | Голів  |
| ------------------ | ----------------- | ----------------- | ---- | ----- | ------------------ | ------------------ | ---------- | ---------- | ------ | ------ | ------ | ------ |
| «Редінг»           | 2018–19           | Чемпіоншип        | 4    | 0     | 0                  | 0                  | 0          | 0          | –      | –      | 4      | 0      |
| «Редінг»           | 2019–20           | Чемпіоншип        | 19   | 0     | 3                  | 0                  | 1          | 0          | –      | –      | 22     | 0      |
| «Редінг»           | 2020–21           | Чемпіоншип        | 44   | 7     | 1                  | 0                  | 1          | 0          | –      | –      | 46     | 7      |
| «Редінг»           | Разом             | Разом             | 67   | 7     | 4                  | 0                  | 2          | 0          | –      | –      | 73     | 7      |
| «Крістал Пелес»    | 2021–22           | Прем'єр-ліга      | 26   | 2     | 5                  | 2                  | 0          | 0          | –      | –      | 31     | 4      |
| «Крістал Пелес»    | 2022–23           | Прем'єр-ліга      | 37   | 2     | 1                  | 0                  | 2          | 0          | –      | –      | 40     | 2      |
| «Крістал Пелес»    | 2023–24           | Прем'єр-ліга      | 19   | 10    | 0                  | 0                  | 0          | 0          | –      | –      | 19     | 10     |
| «Крістал Пелес»    | Разом             | Разом             | 82   | 14    | 6                  | 2                  | 2          | 0          | –      | –      | 90     | 16     |
| «Баварія» (Мюнхен) | 2024–25           | Бундесліга        | 13   | 5     | 2                  | 0                  | –          | –          | 5      | 2      | 20     | 7      |
| Усього за кар'єру  | Усього за кар'єру | Усього за кар'єру | 162  | 26    | 12                 | 2                  | 4          | 0          | 5      | 2      | 183    | 30     |

### Статистика виступів за збірну
Станом на 29 березня 2025
| Франція | Франція | Франція |
| Рік     | Матчі   | Голи    |
| ------- | ------- | ------- |
| 2024    | 4       | 0       |
| 2025    | 2       | 1       |
| Разом   | 6       | 1       |

## Титули і досягнення
- Чемпіон Німеччини (1):

«Баварія»: 2024-25
- Володар Суперкубка Німеччини (1):

«Баварія»: 2025
Олімпійська збірна Франції
- Срібні медалі Олімпійських ігр 2024[20]